# روبرتو سواريز (لاعب كرة قدم)
روبرتو سواريز (بالإسبانية: Roberto Suárez Álvarez)‏ هو لاعب كرة قدم إسباني في مركز الوسط، ولد في 7 أبريل 1974 في غرادو في إسبانيا. لعب مع نادي لاردة ونادي ليفانتي.